# Lorry Ayers
Lorry Ayers es una actriz canadiense conocida por aparecer en La huérfana, Hollywoodland y Silent Hill. Lorry atribuye su éxito al apoyo de su madre, Marie.
Lorry apareció en la película de 2006 Silent Hill, en la que interpretaba a la versión adulta de Alessa Gillespie. Todo su cuerpo estaba cubierto de vendas, diseñado para dar la apariencia de estar horriblemente quemada y atada a una cama de hospital. Su aparición la hace ascendiendo del otro mundo rodeada de alambres de espinas, para eliminar a todos los fanáticos del culto.

## Biografía
Nació en St. Catharines. Su familia es de origen inglés, alemán y suizo; habla alemán. De joven, aprendió guitarra acústica y danza. Su hermana, Lisa Ayers, es fotógrafa. Lorry creció en una granja en Fonthill, Ontario. Obtuvo una licenciatura. Más tarde se mudó a Toronto para aprender comedia. Comenzó en el cine en una serie de televisión en 1997.

## Filmografía
- 1997: Exhibit A: Secrets of Forensic Science
- 1998: PSI Factor: Chronicles of the Paranormal
- 1998: Scandalous Me: The Jacqueline Susann Story
- 1999: Top of the Food Chain
- 1999: Traders
- 2000: Foreign Objects
- 2000: Wind at My Back
- 2002: Odyssey 5
- 2002: Street Time
- 2002: Blue Murder
- 2004: Mutant X
- 2004: Queer as Folk
- 2004: Kevin Hill
- 2005: Swarmed
- 2006: Silent Hill
- 2006: Hollywoodland
- 2007: The Jane Show
- 2007: Til Death Do Us Part
- 2007: Mayday
- 2007: The Jon Dore Television Show
- 2007: Little Mosque on the Prairie
- 2007: Across the River to Motor City
- 2008: Bull
- 2007: Orphan
- 2009: Esther